# Hydraena servilia
Hydraena servilia är en skalbaggsart som beskrevs av Armand D'Orchymont 1936. Hydraena servilia ingår i släktet Hydraena och familjen vattenbrynsbaggar. Inga underarter finns listade i Catalogue of Life.